# Гаїтяни
Гаїтя́ни або гаїті́́йці (фр. Haïtiens, гаїт. креол. Ayisyen) — народ, що становить абсолютну більшість населення Республіки Гаїті.
Населення Гаїті 2013 року становило 9 893 934 осіб. Значні групи гаїтян проживають за межами країни, найбільше в сусідній Домініканській Республіці (800 тис.) та США (880 тис.), а також на Кубі (300 тис.), Багамських островах (80 тис.), у Канаді (100 тис.) та Франції (80 тис.).

## Расовий склад

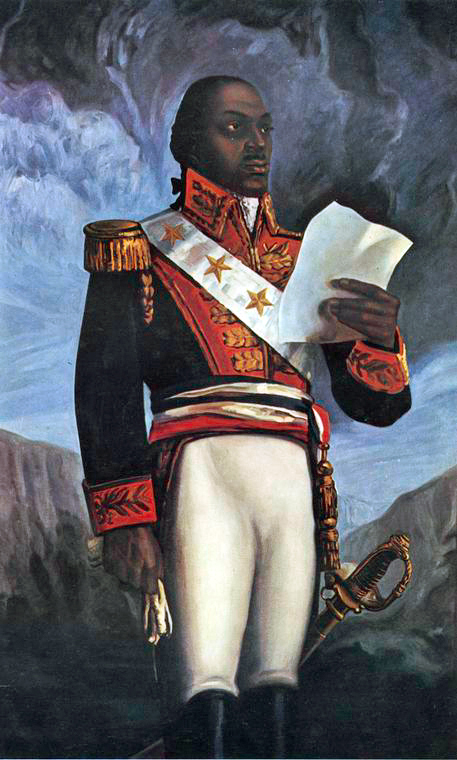
Генерал Туссен Лувертюр, національний герой Гаїті.

Понад 90 % гаїтян — негри, решта — переважно мулати. Насправді доля мішаного населення є значно більшою. На Гаїті існує ціла система термінів, які визначають частку негритянської крові у мулатів: марабу (фр. Marabou, на ⅞ негр), гриф (фр. Griffe, на ¾ негр), мюлатр (фр. Mulâtre, на ½ негр), квартерон (фр. Quarteron, на ¼ негр), мюстиф (фр. Métis, на ⅛ негр).

## Мова
Говорять гаїтянською креольською мовою. Три чверті слів цієї мови походять з нормандського діалекту французької мови. Крім того, вона має багато запозичень з іспанської, англійської, індіанських (аравакських) та африканських (найбільше з еве) мов. Існує література креольською мовою.
Гаїтянська еліта, що становить близько 8 % народу, використовує французьку мову.
Французька та креольська є офіційними мовами Гаїті.
Гаїтяни, що живуть за кордоном, поступово переходять, залежно від країни проживання, на англійську або іспанську мову.

## Релігія
Релігія є невід'ємною частиною життя і культури гаїтян. Дві основні релігії — християнство та вуду. Вони тісно переплітаються між собою, багато гаїтян одночасно практикують обидві ці релігії. Уряд Гаїті не накладає жодних обмежень на релігію або місіонерську діяльність.
80 % гаїтян — католики, 16 % — протестанти різних конфесій (10 % баптисти, є також англікани, п'ятдесятники, адвентисти сьомого дня).
Вуду — це синкретична релігія, суміш африканського анімізму, що ґрунтується на родових духах, племінних божествах і міфічних фігурах, та християнства. Часто жерці вуду та католицькі священики проводять спільні церемонії.

## Історія
Гаїтяни є нащадками африканських рабів, завезених на острів Гаїті французькими колонізаторами у XVII—XVIII ст. для роботи на цукрових плантаціях. Повстання рабів переросло в Гаїтянську революцію 1791—1804 рр., результатом якої стало проголошення незалежності Гаїті. Більшість білого населення покинула острів або була знищена. Гаїті стало першою незалежною державою Вест-Індії й другою в цілому на Американському континенті (після США), а також першою вільною чорною країною в світі.
Від самого початку в незалежному Гаїті сформувалося два різних суспільства. Нечисленна еліта, переважно мулати, жила в містах, вона імітувала європейський спосіб життя і контролювала уряд, армію та економіку. Селяни, що становили більшість населення, були виключені з політичного, освітнього та економічного життя країни.
У роки американської окупації (1915—1934) тисячі гаїтян середнього класу емігрували до Сполучених Штатів. Більшість з них оселилася в містах, отримали професійну підготовку, частина заснувала власні підприємства. Поступово вони асимілювалися в афроамериканське суспільство. Десятки тисяч гаїтян працювало до Другої світової війни на плантаціях Куби й Домініканської Республіки. Нова хвиля гаїтянських мігрантів стала прибувати до США з 1970-х років. Вони були переважно чоловіками, бідними й неосвіченими представниками сільського населення Гаїті.

## Господарство

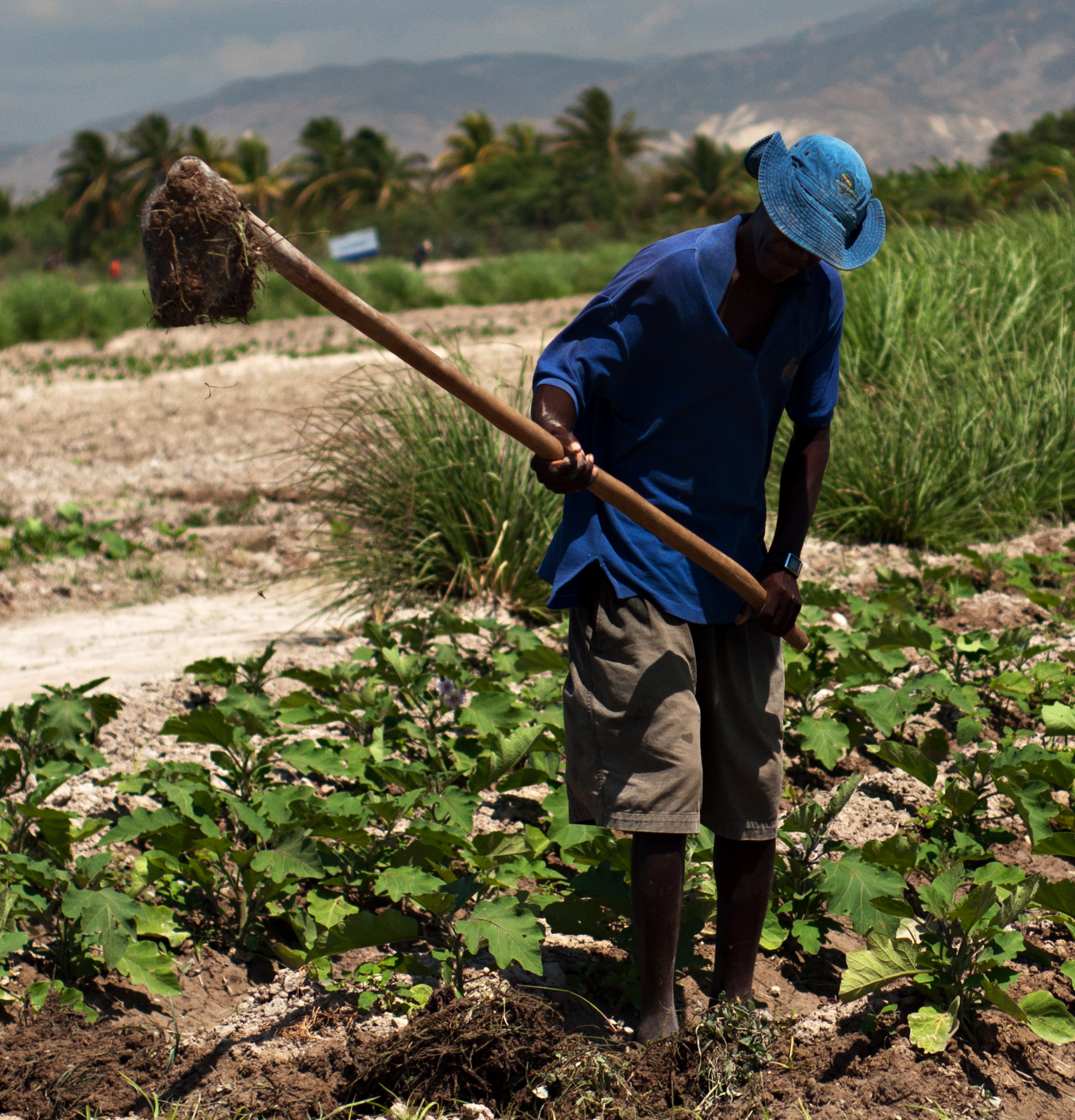
Гаїтянський фермер.

Близько двох третин гаїтян зайнята в сільському господарстві. Основними товарними культурами є кава та цукрова тростина. Збирання цукрової тростини все ще здійснюється вручну за допомогою мачете.
Злидні та тяжкі умови праці спонукають селян масово мігрувати в міста або за кордон. Частина гаїтян працює на підприємствах харчової, легкої та видобувної промисловості, а також обслуговує туристів. Велика кількість людей влаштовується на тимчасову роботу на плантаціях Домініканської Республіки.
Розвинені художні ремесла: різьблення по дереву, вишивка, ковальство.

## Суспільство
У сільській місцевості основною соціальною одиницею лишається розширена сім'я, але в містах її замінила нуклеарна сім'я.
Для гаїтянської сільської громади характерними є традиції взаємної допомоги, особливо при розчищенні полів та проведенні іригаційних робіт; участь беруть лише чоловіки. Існує чіткий розподіл праці між чоловіками та жінками.
Серед бідних гаїтян поширеним явищем є неформальний шлюб. Хоча держава вважає цей звичай протизаконним, у суспільстві він вважається нормальним і звичайним. Якщо батьки розходяться, діти можуть залишитися або з батьком, або з матір'ю. Діти вважаються даром божим, кожна дитина отримає рівну спадщину. Діти від одного батька та різних матерів (і навпаки) часто живуть разом і не відчувають різниці у ставленні до них.

## Побут

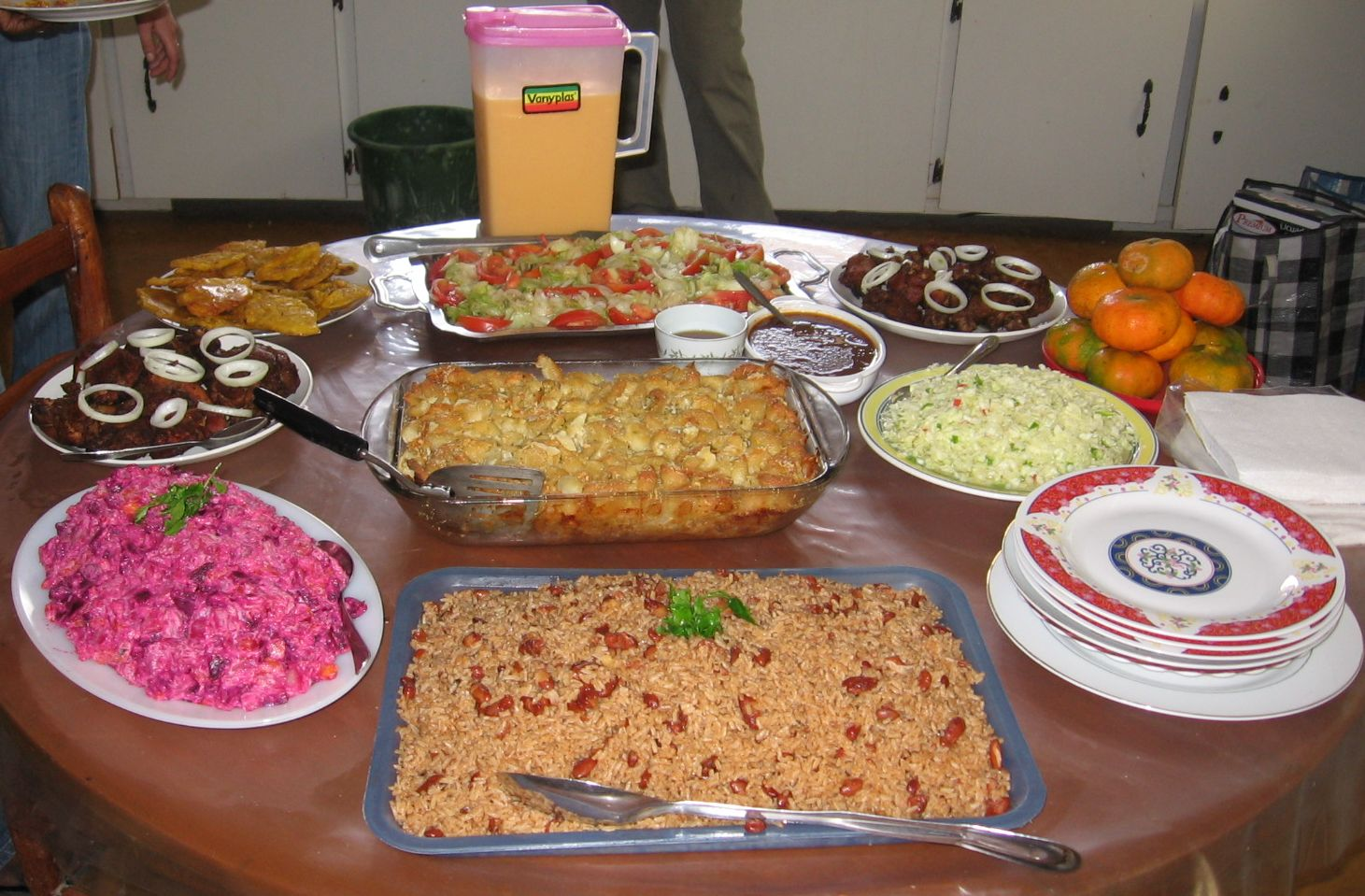
Набір страв гаїтянської кухні.

Традиційне гаїтянське житло — це однокамерна хата. Стіни роблять із суміші глини та соломи, а зовні наносять тонкий шар піску з вапном. Хату зазвичай фарбують у рожевий, білий або блакитний колів, зовнішні стіни прикрашають розписом. Зовні до хати часто прибудовують галерею.
Гаїтяни носять легкий і зручний одяг південноєвропейського типу, часто з бавовняних або лляних тканин. Жінки традиційно зав'язують волосся барвистим тюрбаном.
Головною гаїтянською стравою є рис з червоною або чорною квасолею. Майже всі страви містять банани плантан, зазвичай обсмажені. Їдять також кукурудзу, ямс, батат, стручкову квасолю, картоплю, гарбузи, окру, капусту, баклажани, банани, манго, авокадо та інші тропічні фрукти й овочі. Салати подаються з великими шматочками авокадо. М'ясо (курятину, яловичину, свинину, козяче м'ясо) їдять тільки ті, хто може собі це дозволити. Більше надають перевагу морепродуктам (омари, креветки, багато видів риби). Більшість гаїтян люблять пряний, дуже гарячий соус. Десерти включають тістечка або торти, часто з гарніром з ананаса.

## Культурні традиції
Унікальність культури Гаїті знайшла відображення в оригінальності місцевого малярства, музики та усної літератури. Роботи відомих гаїтянських художників виставлялися в галереях і музеях США і Франції.
Дерев'яні скульптури, різьблені меблі є популярними виробами домашнього ремесла. Те саме можна сказати про вишиті жіночі сукні, спідниці, блузки, чоловічі сорочки. Ковані вироби (підсвічники, журнальні столики, світильники та фігурки тварин) також є частиною народного мистецтва Гаїті.
В усній народній творчості, музиці, танцях помітним є вплив культури Західної Африки. Гаїтянська музика є поєднанням африканських барабанних ритмів та європейської танцювальної музики. Барабани різного розміру та сили звуку є типовими гаїтянськими народними музичними інструментами.
Дуже популярними в народі є оповідачі, які розповідають історії, прислів'я, загадки, виконують пісні, справжні скарби традицій гаїтянського народу. Оповідання на Гаїті — це виконавське мистецтво. Оповідач використовує різні голоси для кожного персонажа історії, доповнює розповідь піснями. Наповнені гумором загадки є найпопулярнішою формою розваги у гаїтян. Популярними є також півнячі бої.

## Відомі гаїтяни
- Туссен Лувертюр (1743—1803) — національний герой Гаїті, один з найзначніших лідерів Гаїтянської революції.
- Жан-Жак Дессалін (1758—1806) — один із лідерів Гаїтянської революції, перший правитель (імператор) Гаїті (1804—1806), національний герой Гаїті.
- Анрі Крістоф (1767—1820) — один з лідерів Гаїтянської революції та єдиний король Гаїті (1811—1820).
- Жан-П'єр Буайє (1776—1850) — один з лідерів Гаїтянської революції, президент Гаїті (1818—1843).
- Луї Ежен Рой (1861—1939) — відомий гаїтянський банкір, тимчасовий президент країни (1930).
- Стеніо Жозеф Вінсен (1874—1959) — президент Гаїті (1930—1941).
- Франсуа Дювальє (1907—1971) — диктатор, президент Гаїті (1957—1971).
- Франкетьєн (нар. 1936) — гаїтянський письменник, поет, драматург, художник, музикант, активіст та інтелектуал.
- Рене Преваль (1943—2017) — президент Гаїті (1996—2001 та 2006—2011).
- Ерта Паскаль Труійо (нар. 1943) — тимчасовий президент Гаїті (1990—1991), перша жінка на цій посаді.
- Жан-Клод Дювальє (1951—2014) — президент Гаїті (1971—1986), син Франсуа Дювальє.
- Дані Лаферр'єр (нар. 1953) — гаїтянський і канадський письменник, поет і журналіст. Член Французької академії.
- Жан-Бертран Арістід (нар. 1953) — гаїтянський державний та політичний діяч, президент країни у 1991, 1994—1996 та 2001—2004 рр.
- Мікаель Жан (нар. 1957) — генерал-губернатор Канади (2005—2010).
- Шиблі Ланглуа (нар. 1958) — перший гаїтянський кардинал (з 2011).
- Мішель Мартейї (нар. 1961) — гаїтянський музикант, підприємець та політик, президент Гаїті (2011—2016).
- Роналд Аженор (нар. 1964) — гаїтянський професійний тенісист.
- Гарсель Бове (нар. 1966) — американська (гаїтянського походження) фотомодель і кіноактриса.
- Вайклеф Жан (нар. 1970) — американський (гаїтянського походження) виконавець хіп-хопу.
- Жан Паскаль (нар. 1982) — канадський (гаїтянського походження) боксер-професіонал.
- Режиналь Горо (нар. 1987) — гаїтянський футболіст.
- Ромен Женевуа (нар. 1987) — гаїтянський футболіст.
- Джефф Луї (нар. 1992) — гаїтянський футболіст.